# 佐藤勇一
佐藤 勇一（さとう ゆういち、1950年1月2日 - ） は、日本の機械工学者。埼玉大学理事・副学長、日本機械学会機械力学・計測制御部門長、タムロン取締役などを歴任。

## 人物・経歴
神奈川生まれ。1973年東京工業大学工学部機械工学科卒業。1978年東京工業大学より工学博士の学位を取得。
東京芝浦電気入社後、デューク大学招聘研究員などを経て、1994年埼玉大学工学部機械工学科教授。1999年日本機械学会機械力学・計測制御部門長。2005年日本機械学会関東支部長。2010年埼玉大学工学部長。2013年埼玉大学大学院理工学研究科長。2014年国立大学法人埼玉大学理事・副学長。
2018年タムロン取締役。日本機械学会論文賞、日本機械学会教育賞、日本工学教育協会賞等を受賞。日本機械学会フェロー。

## 著書
- 『実学の入口―振動現象を足場として』日本機械学会 2006年
- 『おもしろメカワールド』オーム社 2006年
- 『振動の学び方』オーム社 2007年
- 『振動の捉え方』オーム社 2010年
- 『機械工学ハンドブック』朝倉書店2011年
- 『振動の理解』養賢堂 2014年